# Nándor Dáni
Nándor Dáni von Gyarmata und Magyarcséke [ˈnaːndor ˈdaːni] (* 30. Mai 1871 in Pest, Königreich Ungarn; † 31. Dezember 1949 in Budapest, Volksrepublik Ungarn) war ein ungarischer Mittelstreckenläufer.
Als Mitglied des Magyar AC Budapest nahm Dáni an den I. Olympischen Spielen 1896 im griechischen Athen teil. Im ersten Lauf der Vorrunde des 800-Meter-Laufs qualifizierte er sich als Zweiter mit zwei Zehntelsekunden Rückstand auf den Australier Edwin Flack für das Finale. Dort kam er am 9. April 1896 nach 2:11,8 min erneut knapp hinter Flack ins Ziel und gewann damit die Bronzemedaille (1896 erhielt der Sieger die Silber- und der Zweitplatzierte die Bronzemedaille).